# Quincy Promes
Quincy Promes (Amszterdam, 1992. január 4.) holland válogatott labdarúgó, az Egyesült Arab Emírségek első osztályában szereplő United támadója.

## Pályafutása

### Klubcsapatban
A futballozást az RKSV DCG akadémiáján kezdte, majd csatlakozott az Ajax ifjúsági csapatához. 16 éves korában elküldték a csapat akadémiájáról, a történteket a rossz magaviselete eredményének tartja. A távozást követően a Haarlemnél folytatta, majd 2009-ben a Twentéhez csatlakozott. 2011 februárjában aláírta első profi szerződését a klubbal, majd 2012. április 12-én bemutatkozott a felnőttek között. 2012. május 3-án aláírta szerződéshosszabbítását, mely 2015-ig szólt. 2012. július 31-én a másodosztályú Go Ahead Eagles csapatához szerződött kölcsönbe. 2012. augusztus 24-én megszerezte első gólját, melyet az FC Oss ellen lőtt. A szurkolók hamar megkedvelték, és a "Promessi" becenevet adták neki. A klub a szezon végén feljutott az első osztályba. Az idény végén Promes visszatért a Twentéhez. 2014. március 20-án aláírta szerződéshosszabbítását, mely 2017-ig szólt. A 2013-14-es idényben 31 mérkőzésen 11 gólt lőtt. A 2014-15-ös idény elején több nagycsapat, a Juventus és a Valencia is érdeklődött iránta, ő azonban az orosz Szpartak Moszkva mellett döntött, és 2014. augusztus 8-án, 15 millió euró ellenében aláírt hozzájuk. Első mérkőzését 2014. augusztus 14-én játszotta a csapatban, első gólját pedig ez év szeptember 14-én szerezte. Novemberben ő lett az orosz bajnokságban a Hónap Játékosa. A következő, 2015-16-os idény során összesen 32 meccs, és 18 gól fűződik a nevéhez, teljesítményével pedig felkeltette a topcsapatok figyelmét, azonban a 2016-17-es szezon elején kijelentette, hogy nem fog távozni. Az idényben 29 találkozón 12 gólt szerzett, a csapat megnyerte a bajnokságot, a szezon végeztével pedig megkapta a Szezon Legjobb Játékosa díjat. A következő idényben sem távozott, ekkor is kijelentette, hogy marad. 2017. szeptember 9-én századik mérkőzését is lejátszotta csapata színeiben. 2018 januárjában a Southampton meg akarta szerezni, azonban ekkor még nem igazolt el, annak ellenére, hogy az angolok 25 millió fontot ajánlottak érte. A 2017-18-as szezonban ő lett a bajnokság gólkirálya, 15-ször talált be. Az Oroszországban töltött négy éve alatt 135 alkalommal lépett pályára, és 66 gólt szerzett, majd 2018. augusztus 31-én aláírt a Sevilla csapatához. Öt évre igazolták le, azonban 49 mérkőzésén mindössze három gól és kilenc gólpassz fűződött a nevéhez, a spanyol klub pedig eladta őt az Ajaxnak. A hollandok 2019. június 24-én szerződtették le, öt évre írt alá. Első 12 bajnoki mérkőzésén 8 gólt szerzett. A koronavírus-járván miatt félbeszakadt 2019-20-as szezonban 20 bajnokin 12 gólt lőtt.

## Statisztika

### Klubcsapatban
| Klub                         | Szezon           | Bajnokság        | Bajnokság | Bajnokság | Kupa  | Kupa | Nemzetközi | Nemzetközi | Egyéb | Egyéb | Összesen | Összesen |
| Klub                         | Szezon           | Bajnokság neve   | Mérk.     | Gól       | Mérk. | Gól  | Mérk.      | Gól        | Mérk. | Gól   | Mérk.    | Gól      |
| ---------------------------- | ---------------- | ---------------- | --------- | --------- | ----- | ---- | ---------- | ---------- | ----- | ----- | -------- | -------- |
| Twente                       | 2011–12          | Eredivisie       | 3         | 0         | 0     | 0    | 0          | 0          | 0     | 0     | 3        | 0        |
| Twente                       | 2012–13          | Eredivisie       | 0         | 0         | 0     | 0    | 1          | 0          | 0     | 0     | 1        | 0        |
| Twente                       | 2013–14          | Eredivisie       | 31        | 11        | 0     | 0    | —          | —          | —     | —     | 31       | 11       |
| Twente                       | Összesen         | Összesen         | 34        | 11        | 0     | 0    | 1          | 0          | 0     | 0     | 35       | 11       |
| Go Ahead Eagles (kölcsönben) | 2012–13          | Eerste Divisie   | 32        | 13        | 3     | 1    | —          | —          | 6     | 3     | 41       | 17       |
| Szpartak Moszkva             | 2014–15          | Premjer Liga     | 28        | 13        | 1     | 0    | —          | —          | —     | —     | 29       | 13       |
| Szpartak Moszkva             | 2015–16          | Premjer Liga     | 30        | 18        | 2     | 0    | —          | —          | —     | —     | 32       | 18       |
| Szpartak Moszkva             | 2016–17          | Premjer Liga     | 26        | 12        | 1     | 0    | 2          | 0          | —     | —     | 29       | 12       |
| Szpartak Moszkva             | 2017–18          | Premjer Liga     | 26        | 15        | 4     | 3    | 7          | 2          | 1     | 1     | 38       | 21       |
| Szpartak Moszkva             | 2018–19          | Premjer Liga     | 5         | 1         | 0     | 0    | 2          | 1          | —     | —     | 7        | 2        |
| Szpartak Moszkva             | Összesen         | Összesen         | 115       | 59        | 8     | 3    | 11         | 3          | 1     | 1     | 135      | 66       |
| Sevilla                      | 2018–19          | La Liga          | 33        | 2         | 6     | 0    | 10         | 1          | —     | —     | 49       | 3        |
| Ajax                         | 2019–20          | Eredivisie       | 20        | 12        | 1     | 0    | 6          | 4          | 1     | 0     | 28       | 16       |
| Karrier összesen             | Karrier összesen | Karrier összesen | 234       | 97        | 18    | 4    | 28         | 8          | 8     | 4     | 288      | 113      |

### Válogatottban
| Hollandia |       |     |
| Év        | Mérk. | Gól |
| 2014      | 3     | 0   |
| 2015      | 4     | 0   |
| 2016      | 9     | 2   |
| 2017      | 9     | 2   |
| 2018      | 9     | 2   |
| 2019      | 8     | 1   |
| Összesen  | 42    | 7   |

## Sikerei, díjai
Szpartak Moszkva
- Orosz bajnok: 2016–17
- Orosz szuperkupa-győztes: 2017

Ajax
- Holland labdarúgó-szuperkupa: 2019

Egyéni
- Orosz bajnokság Hónap Játékosa: 2014 november, 2015 április, 2015 augusztus, 2017 április, 2017 július, 2017 szeptember, 2017 november, 2017 december
- Szpartak Moszkva Év Játékosa: 2014–15, 2015–16
- Championat.com Év Játékosa: 2016–17, 2017–18
- Futbol Év Játékosa: 2017
- Sport Express Év Játékosa: 2017
- Soccer Év Játékosa: 2017
- Orosz bajnokság aranycipő: 2017–18 (15 gól)